# Kranjski prezbiterij
Kranjski prezbiterij je po značilnem ikonografskem programu poslikan gotski prezbiterij na Kranjskem.
Pojem je opredelil umetnostni zgodovinar France Stelé. Sorodne slikarske rešitve so bile tudi na Koroškem v Istri in na Tirolskem. Idealne pogoje za uresničitev kranjskega prezbiterija je ustvaril tip prezbiterija z zvezdasto rebrastim obokom (rebrasti obok: gotski obok, ki sloni na nosilni konstrukciji, sestavljeni iz reber; zvezdasti obok: pozna oblika gotskega oboka, pri katerem se rebra razprostirajo v osmerorogelnih zvezdah; pola: enota v obočnem sestavu, slavolok: lok, ki povezuje v cerkvi ladijski prostor s prezbiterijem ), bogatil pa se je večanju pristora z novimi obočnimi polami. 
Na osrednjem obočnem polju je podoba prestolujočega Kristusa kot kralja slave ali sodnika. Okoli njega so razvrščeni simboli evangelistov in ponekod, pod primorskim vplivom, tudi štirje zahodni cerkveni očetje kot npr.: v cerkvah na Kontovelu (italijansko Contovello) pri Trstu in podružnični cerkvi sv. Miklavža na Goropečah pri Domžalah. V drugih krakih zvezde so plesoči ali muzicirajoči angeli; ob Kristusu sodniku imajo angeli v rokah orodja mučeništva (cerkev sv. Petra Vrh nad Želimljami, Jezersko, Senično). Ob večjem številu obočnih polj so še izbrani svetniki. Ob Kristusu je v vzhodnem polju nekajkrat upodobljena tudi Devica Marija (cerkev sv. Križa Križna Gora, cerkev sv. Nikolaja na Visokem pod Kureščkom). 
Na stenah prezbiterija so naslikani stoječi apostoli kot »stebri Cerkve«, večkrat v nišah kot npr. v cerkei sv. Janeza v Bohinju, v šilastih vrhnjih zaključkih pa prizori iz legende cerkvenega svetnika (zavetnika) ali iz Marijinega in Kristusovega življenja. 
Na notranji strani slavoloka je lahko naslikan Sveti Jurij v boju z zmajem, kot prispodoba zmage dobrega nad zlim. 
Na zunanji strani slavoloka je skoraj redno upodobljeno Marijino oznanjenje, vmes se pogosto vriva Daritev Kajna in Abela kot sprejem čiste in zavrnitev neiskrene daritve.
Kranjski prezbiterij v svojem jedru predstavlja »nebeški Jeruzalem«. Simbolika se opira na Apokalipso, delno tudi na liturgična besedila, zlasti kar zadeva Marijo. Očitno je, da se je ikonografski program kranjskega prezbiterija izoblikoval v osrednji Sloveniji. Med prvimi znanilci tega vsebinskega koncepta je poslikava prezbiterija stare župnijske cerkve v Turnišču iz osemdesetih let 14. stoletja, ki pa v svojem okolju ni imela pravih posnemovalcev, saj se je to vsebinsko pravilo v zreli obliki uresničilo prevsem na Kranjskem. Načelom kranjskega prezbiterija so se podredili tudi tuji freskanti, ki so delovali na našem ozemlju, npr.: bavarski avtor fresk na Križni Gori in drugi, med zadnjimi, ki so ga še upoštevali, je bil v 2. četrtini 16. stoletja Jernej iz Loke.
- Slavolok, v ozadju prezbiterij - cerkev sv. Lenarta v Bregu ob Kokri
- Cerkev Sv. Janeza Krstnika - Kranjski prezbiterij, Suha pri Škofji Loki
- Cerkev Sv. Janeza Krstnika - poslikave v prezbiteriju Suha pri Škofji Loki
- sv. Janez Krstnik - pogled iz ladje proti glavnemu oltarju. Mirna na Dolenjskem